# Linda signaticornis
Linda signaticornis är en skalbaggsart som beskrevs av Schwarzer 1925. Linda signaticornis ingår i släktet Linda och familjen långhorningar.
Artens utbredningsområde är Taiwan. Inga underarter finns listade i Catalogue of Life.